# Rio Sumidouro
O rio Sumidouro é um rio brasileiro do estado de Santa Catarina. 